# تپه چشمه قره
تپه چشمه قره مربوط به متأخر دوران‌های تاریخی پس از اسلام است و در شهرستان سنقر، بخش مرکزی، روستای چشمه کره واقع شده و این اثر در تاریخ ۱۱ مرداد ۱۳۸۴ با شمارهٔ ثبت ۱۲۴۹۹ به‌عنوان یکی از آثار ملی ایران به ثبت رسیده است.